# Bruce Kangwa
Bruce Kangwa (Harare, 24 de fevereiro de 1988) é um futebolista profissional zimbabuano que atua como defensor.

## Carreira
Bruce Kangwa representou o elenco da Seleção Zimbabuense de Futebol no Campeonato Africano das Nações de 2017.